# Los casos de Ana y Cleto
Los casos de Ana y Cleto (también Tita & Nic o Tita y Nic) es una serie de historieta española creada por Vázquez en 1982 para la revista JAuJA que trata las cómicas aventuras de una pareja de detectives. En 1986 aparecieron en la revista Garibolo con el nombre de Tita y Nic.

## Trayectoria editorial
La serie empezó a aparecer en la revista JAuJA en 1982, publicándose 5 historietas. En 1986 Vázquez retocó y adaptó para la revista Garibolo las páginas hasta convertir las 6 páginas de 4 tiras en 12 de 3, a las que se añaden 3 historietas no aparecidas en JAuJA. Estas historietas se volvieron a editar como Tita y Nic en la revista Mortadelo. En 1987 se recopilaron las aventuras de los personajes en un álbum de la colección Garibolo Especial.

## Argumento y personajes
Cleto (o Nic) es un detective cuya brillantez deja mucho que desear, que está al frente de una agencia bastante ruinosa. Ana (o Tita) es la señora de la limpieza de la agencia, una mujer algo robusta, que fuma caliqueños y que no tarda en convertirse en asociada, debido a su sagacidad y a los conocimientos adquiridos de las distintas profesiones de sus ex- maridos (un chiste recurrente de la serie).
La serie recuerda por su título y por el aspecto de su protagonista masculino a la más famosa de Vázquez, Anacleto, agente secreto, pero las premisas de ambos títulos son distintas. Sin embargo, una de las historietas de la pareja detectivesca ("El caso del cuñado desaparecido") sí es en cierto modo un remake de una aventura de Anacleto ("Conspitación blanca"), ya que en ambas el malvado resulta ser el propio Vázquez, con un plan para adueñarse de todo el bicarbonato del mundo y así extorsionar a la gente con úlcera de estómago, aunque el final de ambas historietas es distinto.

## Relación de historietas
- "El caso del ojo de oro" , equivale a "El caso del ojo dorado" (Jauja 1, Garibolo 1-2, Garibolo Especial)
- "El caso del cliente duplicado", equivale a "El caso del cliente desmemoriado" (Jauja 2, Garibolo 10-11)
- "El caso del saboteador subterráneo" , equivale a "El caso del teléfono siniestro" (Jauja 3, Garibolo 8-9, Garibolo Especial)
- "El caso del cuñado desaparecido" (Jauja 4, Garibolo 3-5, Garibolo Especial)
- "El caso del mensaje cifrado" (Jauja 5, Garibolo 6-7, Garibolo Especial)
- "El caso del enano de Voldavia" (Garibolo 21-22)
- "El caso de los anónimos" (Garibolo 23)
- "El caso del desierto proceloso" (Mortadelo Extra Verano 1989)